# Trooz
Trooz (en való Li Trô) és un municipi belga de la província de Lieja en la regió valona al marge del Vesdre. Al novembre 2009, tenia 8.260 habitants.

## Geografia i economia

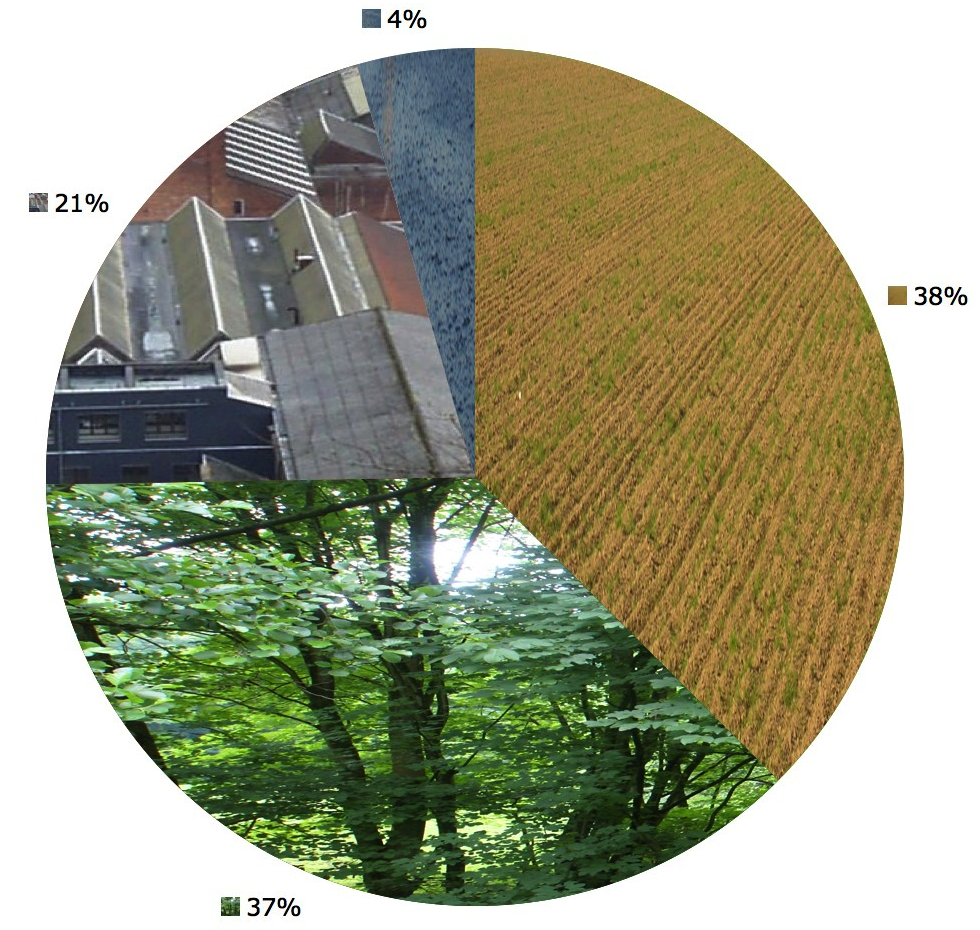
Utilització del sòl al 2005: 38% agricultura, 37% bosc, 21% construccions, 4% diversos.

El poble es troba a cavall del País d'Herve i del bosc de les Ardenes.
Des del segle xv, els pobles van començar a industrialitzar-se i molts de tallers van crear-s'hi: forns, forges, fàbriques de canons, laminadores de zenc, pedreres, molins de drapers, filatures… que van ser a l'apogeu al segle xix. L'ocàs va començar després de la segona guerra mundial. Tret d'unes pedreres i uns tallers petits, el poble va tornar va esdevenir un dormitori per Lieja i Verviers.
Fins al segle xvii, només hi havia el Vesdre i un camí poc practicable que connectaven el poble amb la ciutat de Lieja. La construcció d'una carretera de Liège fins a Trooz va començar el 1717 i va durar set anys. Caldrà encara esperar un segle més per al tram Trooz-Verviers, que es deia carretera reial, com que és el resultat d'un decret del rei Guillem I de l'any 1820. L'enllaç Liège-Verviers serà complet el 1826 i va ajudar a desenvolupar tota la vall del Vesdre i contribuir al desenvolupament econòmic i turístic, junts amb el ferrocarril Liège-Verviers-Aquisgrà (construït entre 1841 i 1843). A Nessonvaux es trobava una de les darreres fàbriques d'automòbils de Bèlgica: Imperia que va ser activa de 1904 a 1958.

## Història
A l'edat mitjana, Prayon feia part d'una finca carolíngia de la qual el centre es trobava a Jupille. L'any 1008, l'emperador Enric II cedeix la finca de Jupille al bisbe de Verdun.
Més tard, el territori va passar al capítol de Sant Lambert al principat de Lieja. Després d'un mil·lenari d'independència del principat, les tropes revolucionàries franceses van ocupar i annexionar el territori i integrar-lo al departament de l'Ourte. El 1815, després de la desfeta de Napoleó a Waterloo va passar al Regne Unit dels Països Baixos i el 1830 a Bèlgica.
L'entitat actual és el resultat de la fusió dels municipis de Forêt, Fraipont, Nessonvaux i de Prayon a l'1 de gener de 1977. El municipi nou va prendre el nom de Trooz, un nucli de Forêt, que formava el centre geogràfic de la nova entitat.

## Monuments i curiositats
- Els tallers de la fàbrica Imperia (el procediment per a enumerar-los com a patrimoni industrial va engegar-se).

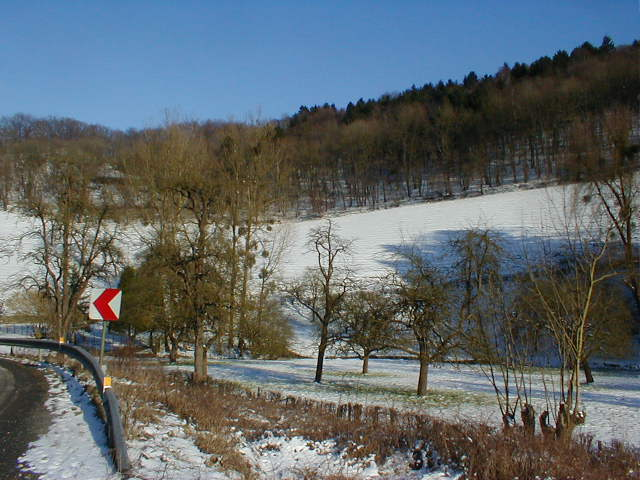
La vall del Vesdre a Prayon
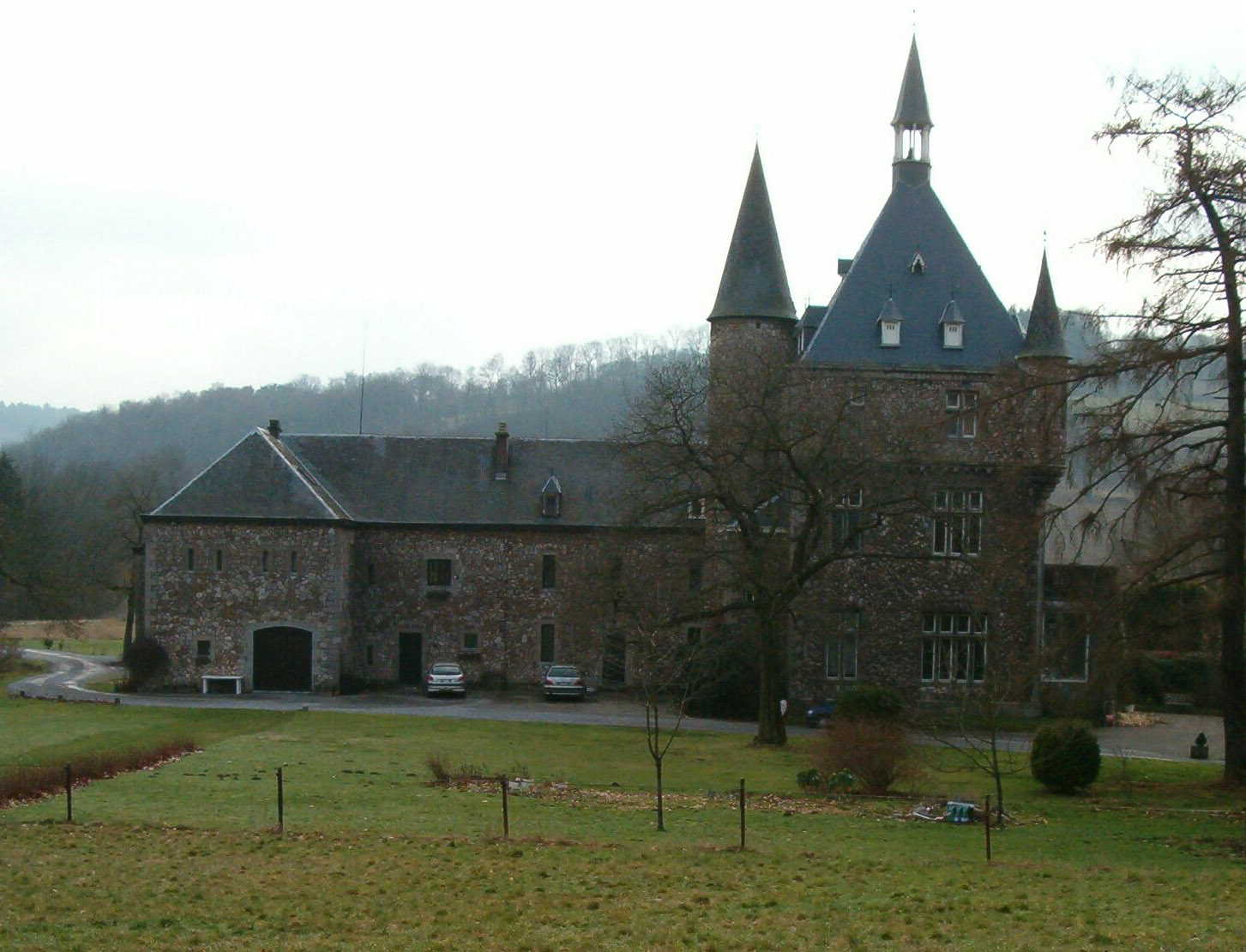
Castell del Trumly
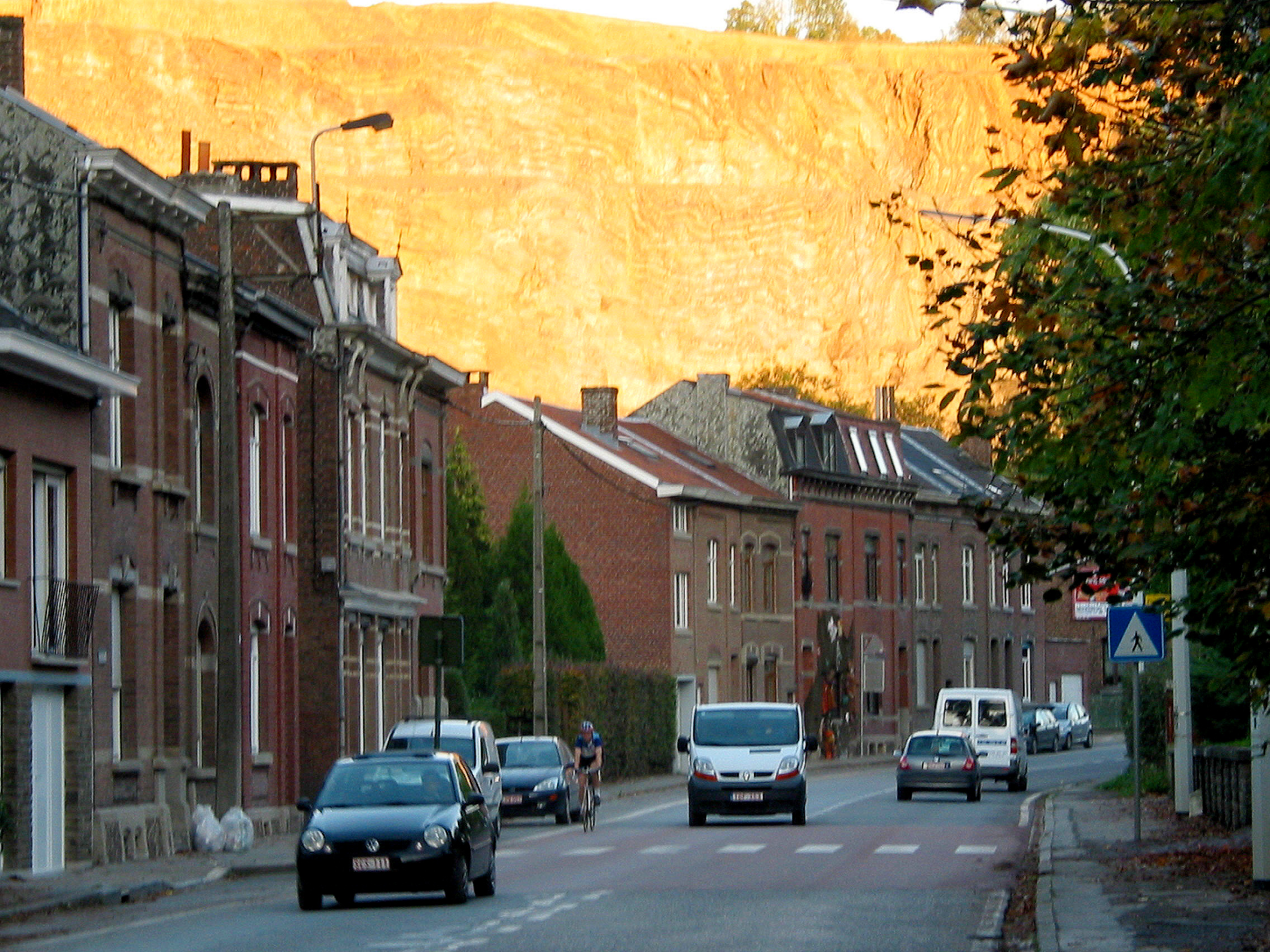
Trooz: Grand'rue (carrer major) i pedrera en pondre's el sol
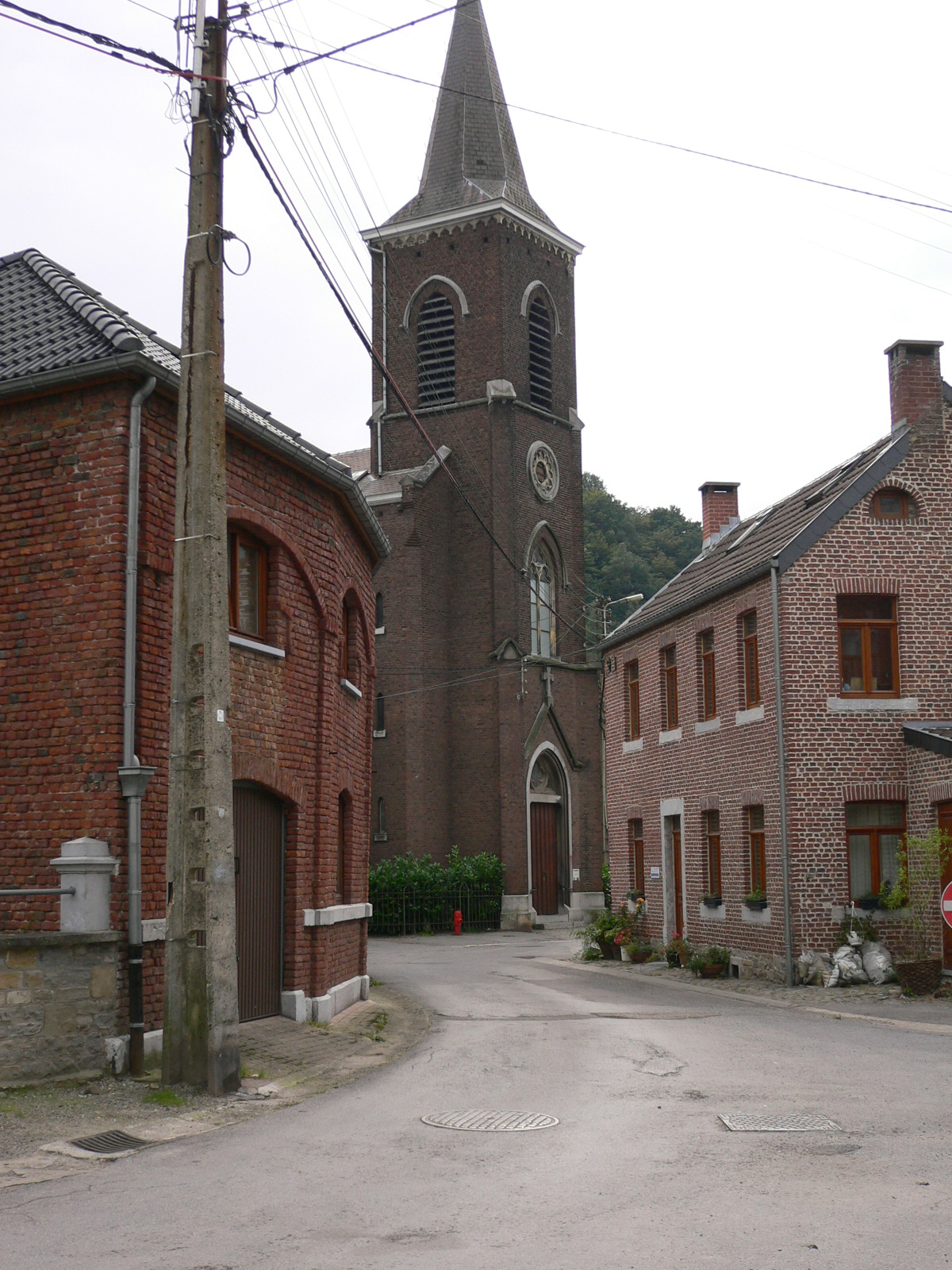
Prayon: centre del poble

- La cova Walou
- L'estació de Trooz
- El Castell de la Fenderie
- El Castell des Roches